# Marathonläufe im Olymp

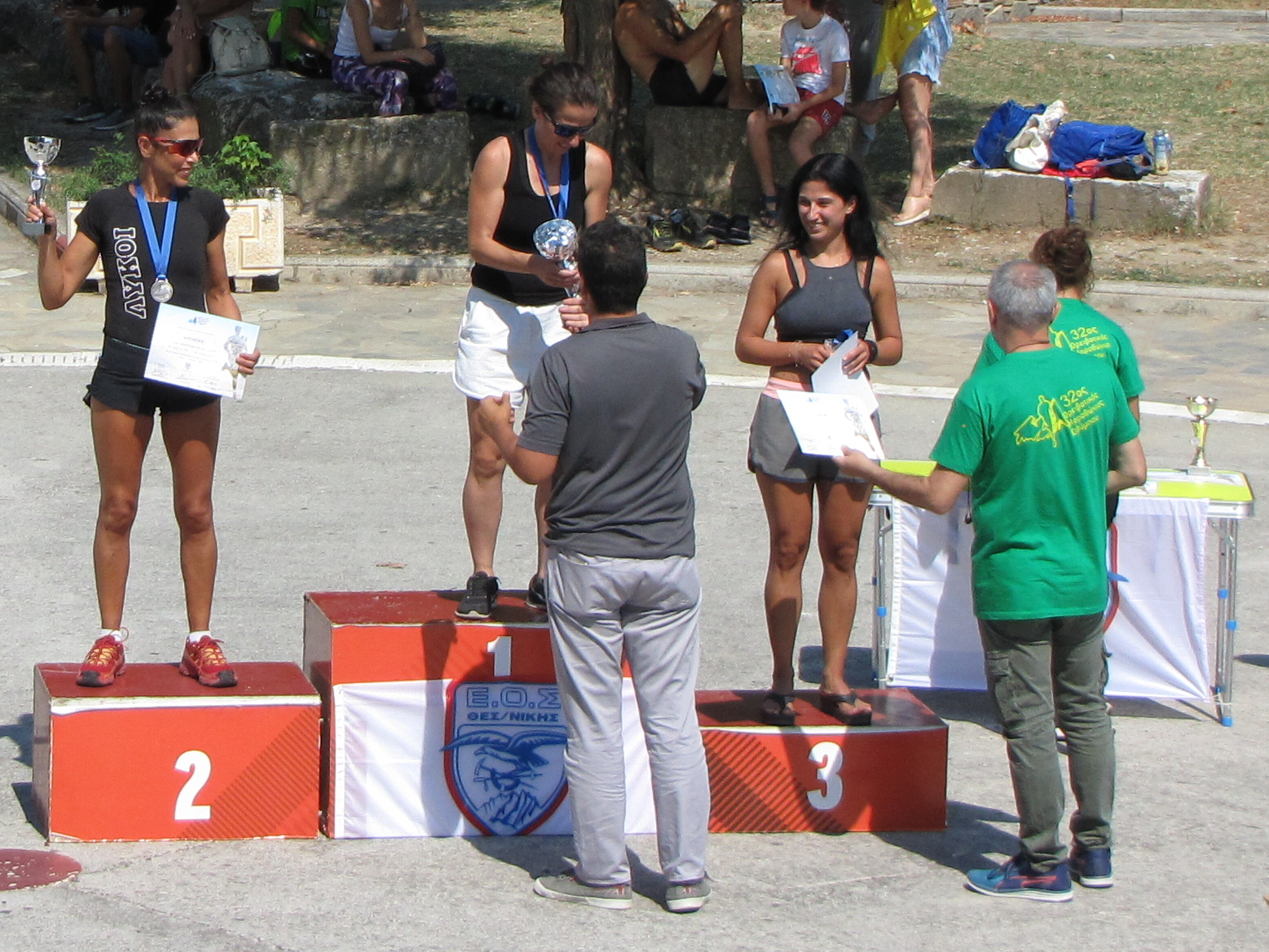
Siegerehrung der Läuferinnen

Jährlich veranstalten verschiedene Initiatoren Marathonläufe im Olymp in Griechenland. Die klassische Distanz von 42,195 Kilometern bietet den Anhaltspunkt für die Streckenlänge einiger der Läufe im Olymp. Ab 2010 etablierten sich Veranstaltungen, die die klassische Marathondistanz zum Teil weit übertreffen, die Läufer legen bei diesen Rennen Strecken von 57 km, 70 km oder fast 100 km zurück.
An den Stationen entlang der Strecke werden die Läufer mit Getränken und Snacks versorgt. Angeboten werden unter anderem Wasser, elektrolytische Getränke, Bananen, salzige Kekse, Sandwiches und Schokolade. Für die medizinische Betreuung sorgen die von den jeweiligen Veranstaltern beauftragten Rettungsdienste. Die schnellsten Läufer erreichen das Ziel in rund vier Stunden.

## Geschichte
Um 1970 kamen, inspiriert durch Bergläufe in den Alpen, die ersten Gedanken an einen Marathonlauf im Olymp auf. Jüngere Mitglieder des Bergsteigervereins E.O.S. Thessaloniki setzten die Idee um; eine Laufstrecke wurde ausgewählt, die Pfade wurden gereinigt und gekennzeichnet. Der erste Lauf fand am 6. Juli 1986 statt. Rund 100 griechische Läufer nahmen teil. Obwohl Startnummern vergeben wurden, gibt es keine Statistik über die Ergebnisse dieses ersten Olymp-Marathons. Die neue Sportart trug den Namen „Bergsteiger-Marathon“, nicht nur am Olymp, sondern in ganz Griechenland, wo sich nach und nach Bergläufe etablierten. Die Teilnehmerzahl schwankte stark, erst durch die „Outdoor-Bewegung“ fanden mehr griechische Athleten zu dieser Sportart.
Um internationales Interesse zu erwecken, wurde 2003 der „Olympus-Marathon“ gegründet. Mit Hilfe der Gemeinde Litochoro und des Bergsteigervereins von Litochoro fand im Juni 2004 der erste Lauf statt. Angelehnt an die Tradition der antiken Griechen, die jährlich, um den Göttern zu huldigen, eine Prozession von Dion aus zu den Gipfeln des Olymp unternahmen, startet der Lauf in Dion – dem religiösen Zentrum der Makedonen (Motto: running with the gods). An dem ersten Lauf nahmen 115 Athleten teil, von denen 103 gewertet wurden. Sieben von ihnen waren Ausländer.
2012 wurde der erste „Olympus Mythical Trail“ veranstaltet. Es handelt sich um einen Extremlauf über rund 100 Kilometer, der auch nachts gelaufen wird. Seit 2015 wird der „Lost Trail“, ein auf 57 Kilometer verkürzter Lauf, angeboten, um die Sportler auf weniger bekannten Pfaden tagsüber den Olymp erkunden zu lassen.
Es gibt weitere Läufe im Olymp über kürzere Distanzen, im Schnee sowie gemischte Wettbewerbe wie einen Biathlon, bei dem die Athleten laufen und Fahrrad fahren.

## Veranstalter E.O.S. Thessaloniki
Der erste Veranstalter von Marathonläufen in griechischen Gebirgen war der E.O.S. Thessaloniki (griechisch Ελληνικός Ορειβατικός Σύλλογος Θεσσαλονίκης (ΕΟΣΘ), Griechischer Bergsteigerverein Thessaloniki). Seit 1986 wird der Marathonlauf (Bergsteiger Marathon des Olymp, Ορειβατικός Μαραθώνιος Ολύμπου) mit nur einer Unterbrechung jährlich am ersten Sonntag im September veranstaltet. Die Schirmherrschaft für die Veranstaltung hat die Gemeinde Dion Olympou übernommen. 2018 nahmen rund 300 Läufer an dem Wettbewerb teil, von denen 249 den Regularien entsprechend ins Ziel kamen und gewertet wurden.

### Strecke

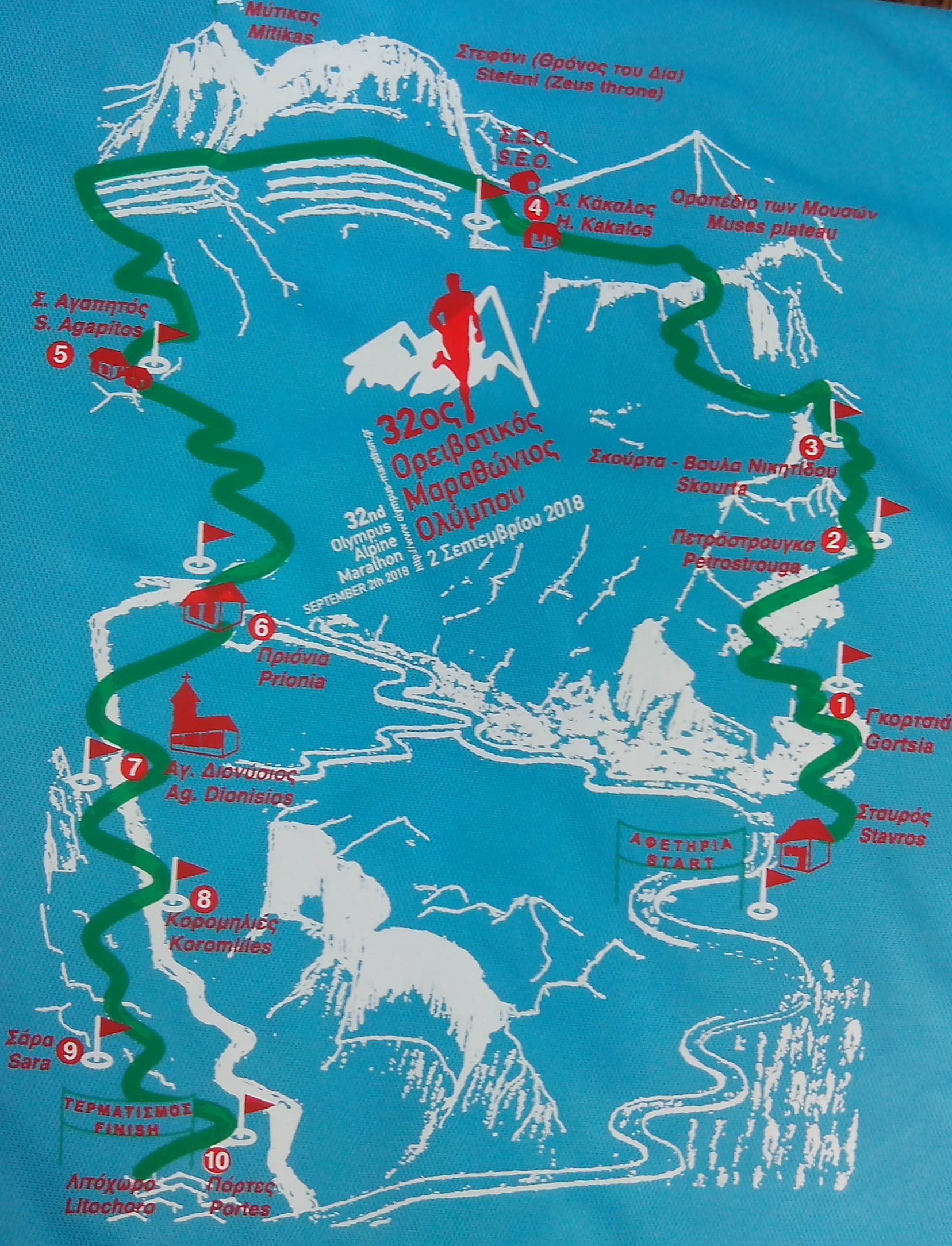
Bergsteiger Marathon des Olymp, Laufstrecke

- Start an der Hütte Stavros, Höhe 920 m
- 4 Kilometer auf Asphalt bis zum Abzweig Gortsia, Höhe 1125 m
- 6 Kilometer bis zur Berghütte Petrostrounga, Höhe 1940 m[5]
- 3,2 Kilometer bis Skourta, Höhe 2420 m, auch benannt nach der im Olymp verunglückten Bergsteigerin Voula Nikitidou.
- 3,1 Kilometer bis zur Hütte Christos Kakkalos, Höhe 2648 m (benannt nach dem Erstbesteiger des Mytikas, des höchsten Gipfels des Olymp)
- 5,1 Kilometer unterhalb der Gipfel bis zur Hütte Spilios Agapitos, Höhe 2085 m.[6]
- 6,55 Kilometer bis nach Prionia, Höhe 1100 Meter
- 3 Kilometer bis zur Kapelle des Agios Dionysios, Höhe 800 m
- 2,35 Kilometer bis Koromilies, Höhe 650 m
- 3 Kilometer bis Sara, Höhe 495 m
- 1,35 Kilometer bis Portes, Höhe 630 m
- 4,15 Kilometer bis zum Ziel am nautischen Museum in Litochoro, Höhe 295 m

Die Gesamtlänge der Strecke beträgt 41,85 Kilometer.

## Veranstalter Olympus Marathon
Jeweils am letzten Wochenende im Juni finden der Olympus Marathon, der Olympus-Ultralauf und der Olympus-Vertical-Lauf statt. Diese Veranstaltungen werden vom griechischen Ministerium für Wirtschaft, Entwicklung und Tourismus, der Präfektur Pieria und der Gemeinde Dion Olympou unterstützt. 2018 nahmen rund 800 Läufer aus 25 Ländern an dem Wettbewerb teil. Die drei Läufe, Olympus Marathon, Olympus Ultra und Olympus Vertikal sind Teil der Skyrunner World Series.

### Strecke
- Start in Dion, Höhe 3 m
- 4 Kilometer Agios Konstantinos, Höhe 180 m
- 4,5 Kilometer bis Orlias, Höhe 740 m
- 2 Kilometer bis Koromilia, Höhe 1000 m
- 2 Kilometer bis Bara, Höhe 1350 m
- 2,8 Kilometer bis zur Berghütte Petrostrounga, Höhe 1940 m
- 2,4 Kilometer bis Skourta, Höhe 2420 m
- 3,1 Kilometer bis zum Plateau der Musen (Oropedio Mouson), Höhe ca. 2600 m
- 4,2 Kilometer bis zur Hütte Spilios Agapitos, Höhe 2085 m
- 6,2 Kilometer bis nach Prionia, Höhe 1100 m
- 2,9 Kilometer bis zur Kapelle des Agios Dionysios, Höhe 800 m
- 3 Kilometer bis Kastana
- 3 Kilometer bis Portes, Höhe 630 m
- 3,7 Kilometer bis Litochoro, Höhe 295 m

Die Gesamtlänge der Strecke beträgt 43,8 Kilometer.

### Olympus Ultra
Das Rennen geht über eine Distanz von rund 70 Kilometern. Der Start ist in Dion, die Laufstrecke führt auch über den westlichen, thessalischen Teil des Olymp. Es werden dabei insgesamt 5200 Höhenmeter überwunden. Der Veranstalter schreibt für diesen Extremlauf eine bestimmte Ausrüstung der Läufer vor:
- Gefäß für einen Liter Flüssigkeit
- Mobiltelefon (Notfall Nummern: 6982382156, 6932271106 und die europäische Notrufnummer 112)
- Windjacke
- Stirnlampe mit Ersatzbattereien
- Rettungsdecke

### Olympus Vertical
Dieser Lauf wird in Prionia (1100 m) gestartet. Ziel ist es, auf einer Laufstrecke von 4,3 Kilometern mehr als 1000 Höhenmeter zu überwinden. Für dieses Rennen gibt es keine Kategorien oder Beschränkungen, jede Person über einem Alter von 18 Jahren ist zugelassen.

## Veranstalter Olympus Mythical Trail (OMT)

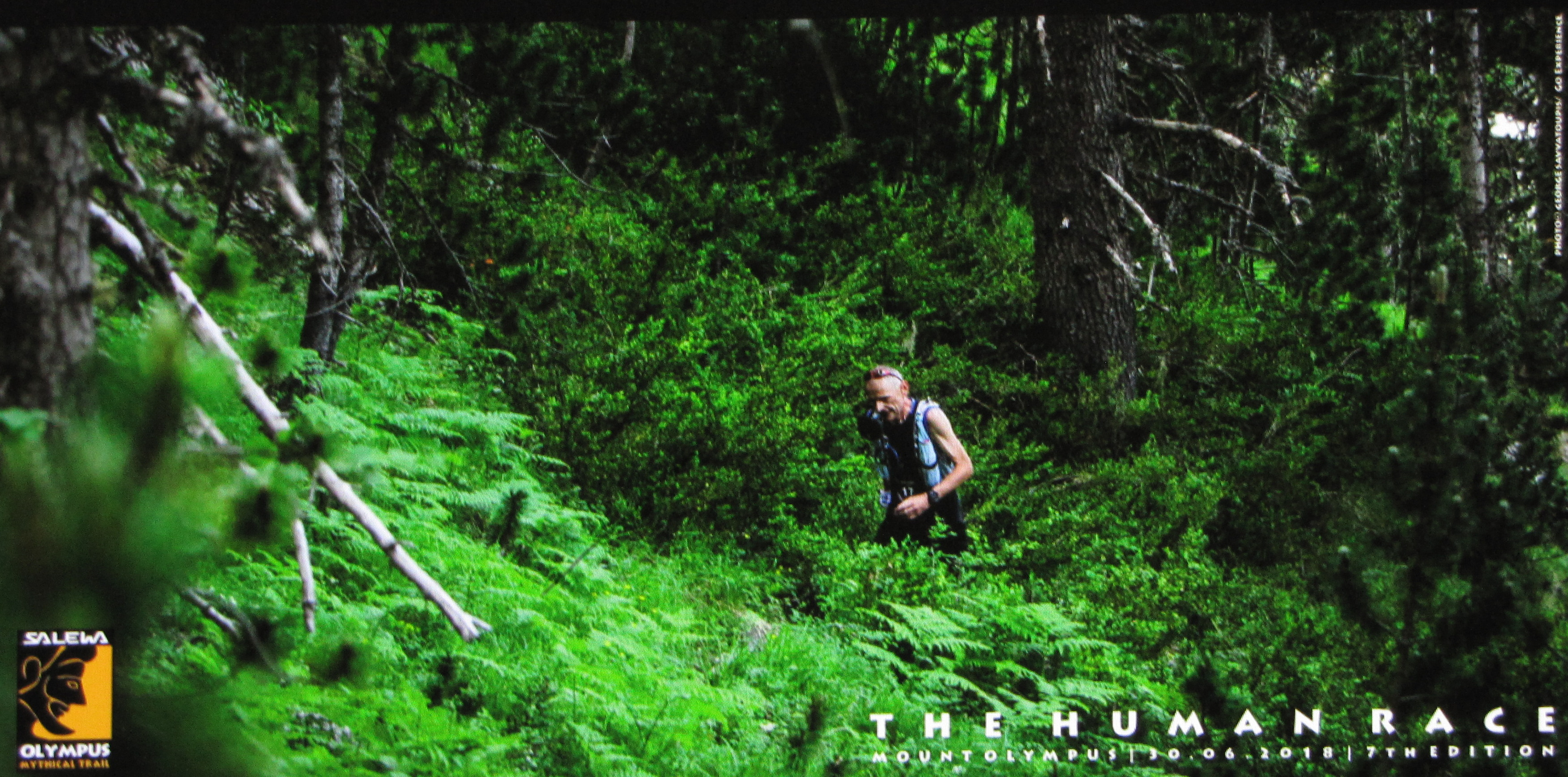
Plakat Olympos Mythical Trail

Das Wettrennen findet jährlich am ersten Wochenende im Juli statt und geht über eine Distanz von rund 100 Kilometern, 6410 Höhenmeter sind zu überwinden. Gestartet wurde bis 2017 im Park an der Kirche Agios Joannis, oberhalb von Litochoro. Ab 2018 wurden Start und Ziel nach Lakko am Fluss Enipeas in Litochoro verlegt. Das Angebot richtet sich an erfahrene Läufer; ein medizinisches Attest über den Gesundheitszustand wird nicht verlangt, aber ein Nachweis über die Erfahrung des Teilnehmers bezüglich schwieriger Strecken. Griechische Läufer müssen eine Anzahl von absolvierten Läufen innerhalb der letzten drei Jahre vorweisen, Ausländer müssen während dieses Zeitraums mindestens einen 80-Kilometer-Lauf bestritten haben. Rund 90 % der Strecke sind Waldwege und Bergpfade. Dieser Extremlauf findet teilweise auf der thessalischen Seite des Olymp statt und ist auf 28 Stunden begrenzt. Die Läufer überqueren den dritthöchsten Gipfel des Olymp, den Skolio (2910 m).

### Strecke
- Start in Lakko, Höhe 280 m

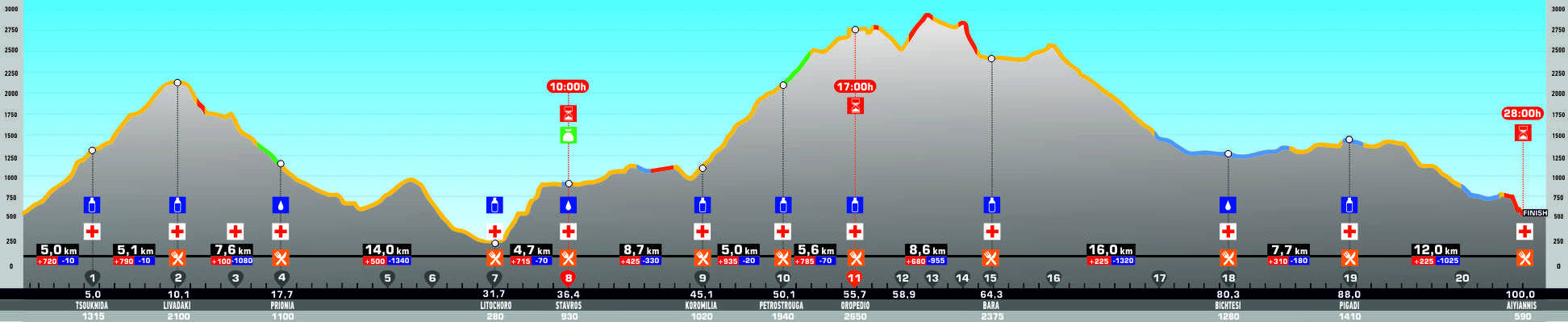
Olympus Mythical Trail Laufstrecke

- 5 Kilometer, Tsouknida, Höhe 1315 m
- 5,1 Kilometer, Livadaki, Höhe 2100 m
- 7,6 Kilometer, Prionia, Höhe 1100 m
- 14 Kilometer, Litochoro, 280 m
- 4,7 Kilometer, Stavros, 930 m
- 8,7 Kilometer, Koromilia, 1020 m
- 5 Kilometer, Petrostronga, 1940 m
- 5,6 Kilometer, Oropedio, 2650 m
- 8,6 Kilometer, Bara, 2375 m
- 16 Kilometer, Bichtesi, 1280 m
- 7,7 Kilometer, Pigadi, 1410 m
- 11,6 Kilometer, Lakko, Höhe 280 m

Die Gesamtlänge der Strecke beträgt 99,6 Kilometer, an jedem der oben genannten Stationen werden die Läufer mit Getränken und Snacks versorgt. Insgesamt müssen 17 Checkpoints passiert werden. Auch für diesen Lauf ist eine bestimmte Ausrüstung zwingend vorgeschrieben.

### Lost Trail

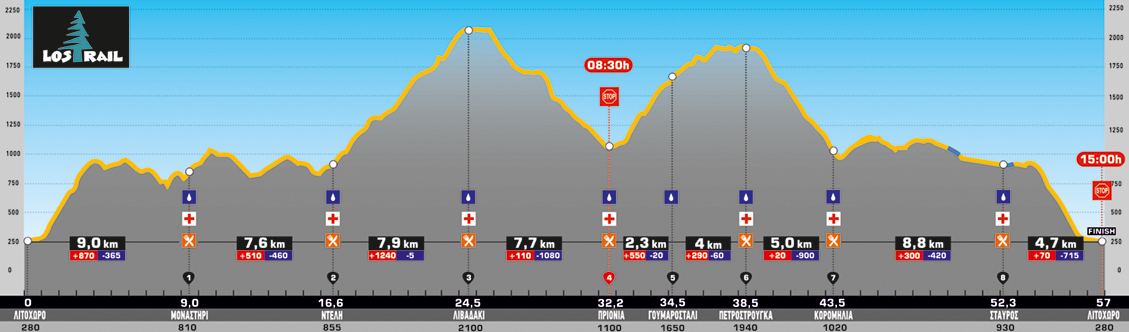
Lost Trail Laufstrecke

Im September findet ein kürzerer Extremlauf statt, der innerhalb von 15 Stunden gelaufen werden muss.

#### Strecke
- Start in Litochoro, Höhe 280 m
- 9 Kilometer, Monastiri, Höhe 810 m
- 7,6 Kilometer, Deli, Höhe 850 m
- 7,9 Kilometer, Livadaki, Höhe 2100 m
- 7,7 Kilometer, Prionia, Höhe 1100 m
- 2,3 Kilometer, Goumarostali, Höhe 1685 m
- 4 Kilometer, Petrostrounga, Höhe 1940 m
- 5 Kilometer, Koromilia, Höhe 1020 m
- 8,8 Kilometer, Stavros, 930 m
- 4,7 Kilometer, Litochoro, Höhe 280 m

Die Gesamtlänge der Strecke beträgt 57 Kilometer, an jeder der oben genannten Stationen werden die Läufer mit Getränken und Snacks versorgt.

## Veranstalter Faethon Olympus Marathon
Der Lauf wird von Faethon Olympus Marathon organisiert und von den Bergsteigervereinigungen von Elassona, Olympiada (Mytikas), Sparmos (Olympus) und Kalyvion (Christakis) unterstützt.
Es werden drei verschiedene Läufe angeboten:
- Faethon Marathon über eine Distanz von rund 43 Kilometer und 3600 m Höhendifferenz[20]
- Rupicapra Halb-Marathon über 20 Kilometer und 1500 m Höhendifferenz[21]
- Faethon Trail über 14 Kilometer und 400 m Höhenunterschied[22][23]

Im Unterschied zu den oben genannten Veranstaltungen finden diese Läufe vorwiegend im thessalischen Teil des Olymp statt. Gestartet werden die Läufe jeweils in Kokkinopilos. Die Läufer sind verpflichtet eine bestimmte Ausrüstung mitzuführen. Startberechtigt sind Läufer ab einem Alter von 20 Jahren, die Läufe werden in verschiedene Kategorien unterteilt. Der Veranstalter verlangt keine Bescheinigung über den Gesundheitszustand der Athleten.

### Strecke (Faethon Olympus Marathon)
- Start in Kokkinopilos, Höhe 1250 m
- 2,3 Kilometer, Kiosk, Höhe 1360 m
- 4,2 Kilometer, Smeos, Höhe 2060 m
- 3,7 Kilometer, Chotsas, Höhe 2520 m
- 3,4 Kilometer, Katafigio Anangis, Höhe 2350 m
- 6,2 Kilometer, Metamofossi, Höhe 2500 m
- 5,7 Kilometer, Stavraities, Höhe 2450 m
- 2,3 Kilometer, Skolio, Höhe 2911 m
- 1,2 Kilometer, Christakis, Höhe 2450 m
- 4,4 Kilometer, Kardaras, Höhe 2350 m
- 6,5 Kilometer, Rhoudi, Höhe 1800 m
- 1,5 Kilometer, Ziel Kokkinopilos, Höhe 1250 m

## Veranstalter Almira-X
Mit einem Triathlon wird das Angebot an extremsportlichen Aktivitäten im Olymp von Almira-X ergänzt. Er umfasst die klassischen drei Triathlon-Sportarten; vier Kilometer Schwimmen, 182 Kilometer Fahrradfahren und rund 40 Kilometer Laufen. Die Gruppen der männlichen und weiblichen Athleten werden in jeweils fünf Altersklassen eingeteilt. Um zum Rennen zugelassen zu werden, fordert der Veranstalter ein ärztliche Gesundheitsbescheinigung. Jeder Teilnehmer benötigt einen Begleiter mit einem eigenen Begleitfahrzeug. Es wird erwartet, dass die Sportler den Triathlon mit einem Minimum an Unterstützung bewältigen. So gibt für den 40-Kilometer-Lauf nur zwei Stationen, an denen die Läufer versorgt werden.

### Schwimmen
Von einem Boot aus startet der Wettkampf, das Schwimmen endet am Strand von Platamonas. Der Streckenverlauf richtet sich nach der Windrichtung, die Sportler werden von Booten begleitet.

### Fahrradfahren
Von Platamonas aus wird der Olymp fast komplett umfahren. Das Radrennen findet auf asphaltierten Straßen statt, 4100 Höhenmeter sind zu überwinden. Ziel ist der Platz Vrisopoules.

### Laufen
Von Vrisopoules aus führt die Strecke über den zweithöchsten Gipfel des Gebirges (Skolio, 2911 m) auf Waldwegen hinunter zu dem Fluss Orlias, der das Ziel des Triathlons ist. Es sind 2250 Höhenmeter zu überwinden.